# Uno Åhrén
Uno Åhrén (Stockholm, 6 août 1897-Arvika, 8 octobre 1977) est un architecte et urbaniste suédois promoteur du fonctionnalisme en Suède.

## Biographie
Sa mère s'appelait Erika Österman, et son père, Emil Åhrén était écrivain/éditeur.
Il étudia à l'Institut royal de technologie
Il commença avec des designs de meubles et exposa à l'Exposition de Gothembourg de 1923, et à l'Exposition internationale des Arts décoratifs et industriels modernes de Paris. Åhrén fut l'un des dessinateurs de la Maison des Exhibitions de l'Exposition de Stockholm de 1930 et en 1931, il fut un des co-auteurs du manifeste fonctionnaliste  Acceptera!.

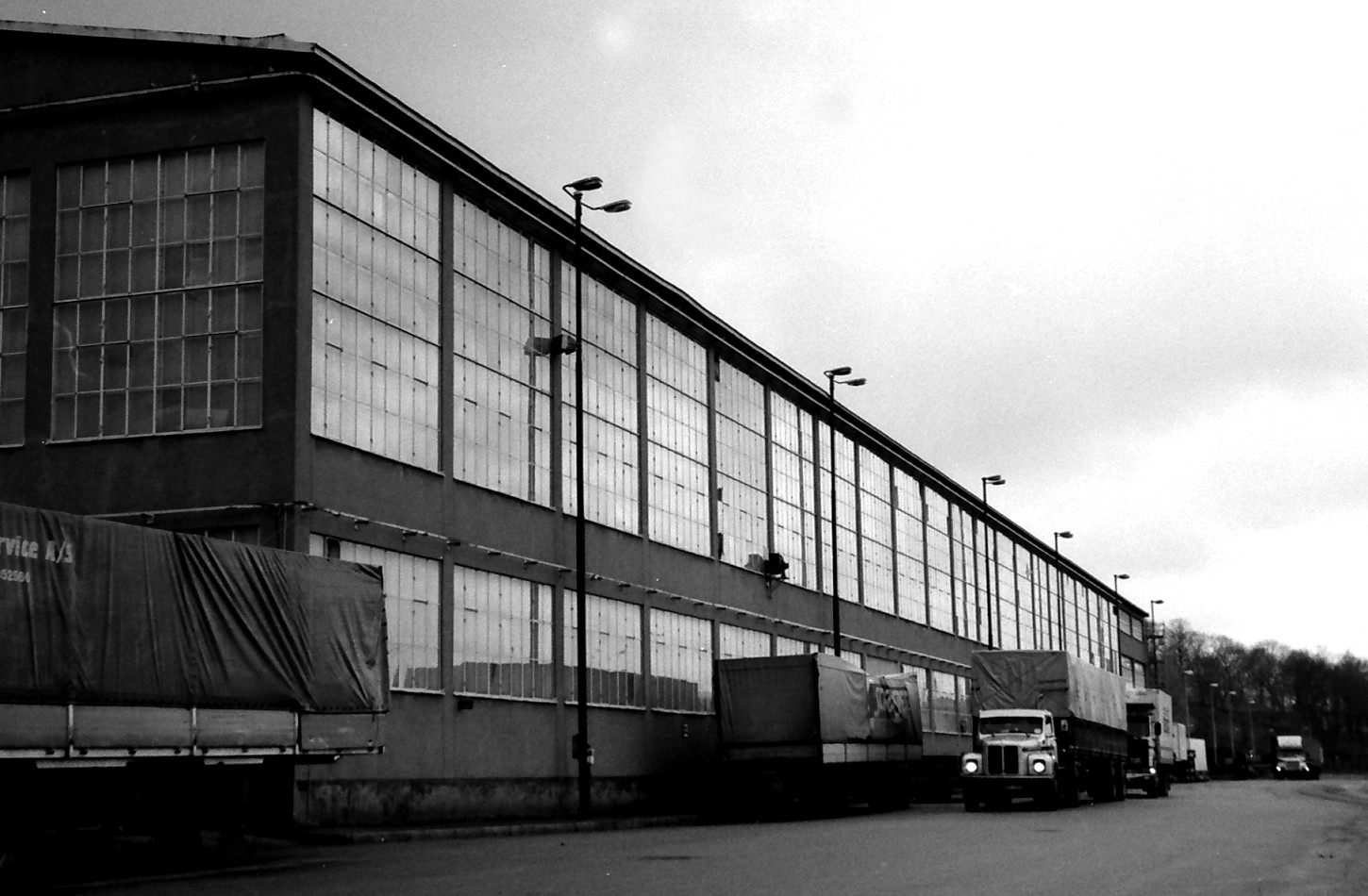
Fordhuset, 1930.

Il participa activement aux planifications urbanistiques de Stockholm et discuta sur des politiques de logement. Il en écrivit pour des magazines spécialisées comme PLAN.
Il fut membre du Congrès international d'architecture moderne, et de 1947 à 1963 professeur à l'Institut royal de technologie.

## Œuvres
- Bureau des étudiants de l'Institut royal de technologie, Stockholm, 1928-1930, avec Sven Markelius
- Usine Ford, Stockholm, 1930–31

+Salles de cinéma Falmman, Stockholm